# Rue Roger-Verlomme
La rue Roger-Verlomme se situe à l'est du quartier du Marais à Paris (3e arrondissement).

## Situation et accès
Cette petite rue débute rue de Béarn et se termine rue des Tournelles.
Ce site est desservi par la station de métro Chemin Vert.

## Origine du nom
Elle porte le nom de Roger Verlomme (1890-1950), qui fut préfet de la Seine.

## Historique

### Impasse des Hospitalières ou du Béarn
Cette rue faisait autrefois partie de la rue du Foin. Cette impasse prit ensuite le nom d'« impasse des Hospitalières », en référence à l'hôpital des Hospitalières de la Charité Notre-Dame qui deviendra l'« hôpital des Tournelles » en 1880 puis l'« hôpital Andral » en 1885. Elle est ensuite renommée « impasse du Béarn ».
Fondé par M. Faure, maître d'hôtel ordinaire du roi, l'établissement de ces religieuses fut autorisé par lettres patentes de Louis XIII, du mois de janvier 1625, registrées au parlement le 15 mai 1627. Le couvent se trouvait au nos 1-9, rue des Minimes, nos 1-5 et nos 2-6, rue Roger-Verlomme, et no 35, rue des Tournelles. La maison des Hospitalières servit de retraite à madame de Maintenon avant qu'elle parût à la cour de Louis XIV. Cette maison, supprimée en 1792, fut remplacée par une filature de coton. En 1867, le Bureau des nourrices y fut installé, puis, de 1880 à 1906, l'hôpital Andral.

### Le prolongement jusqu'à la rue des Tournelles

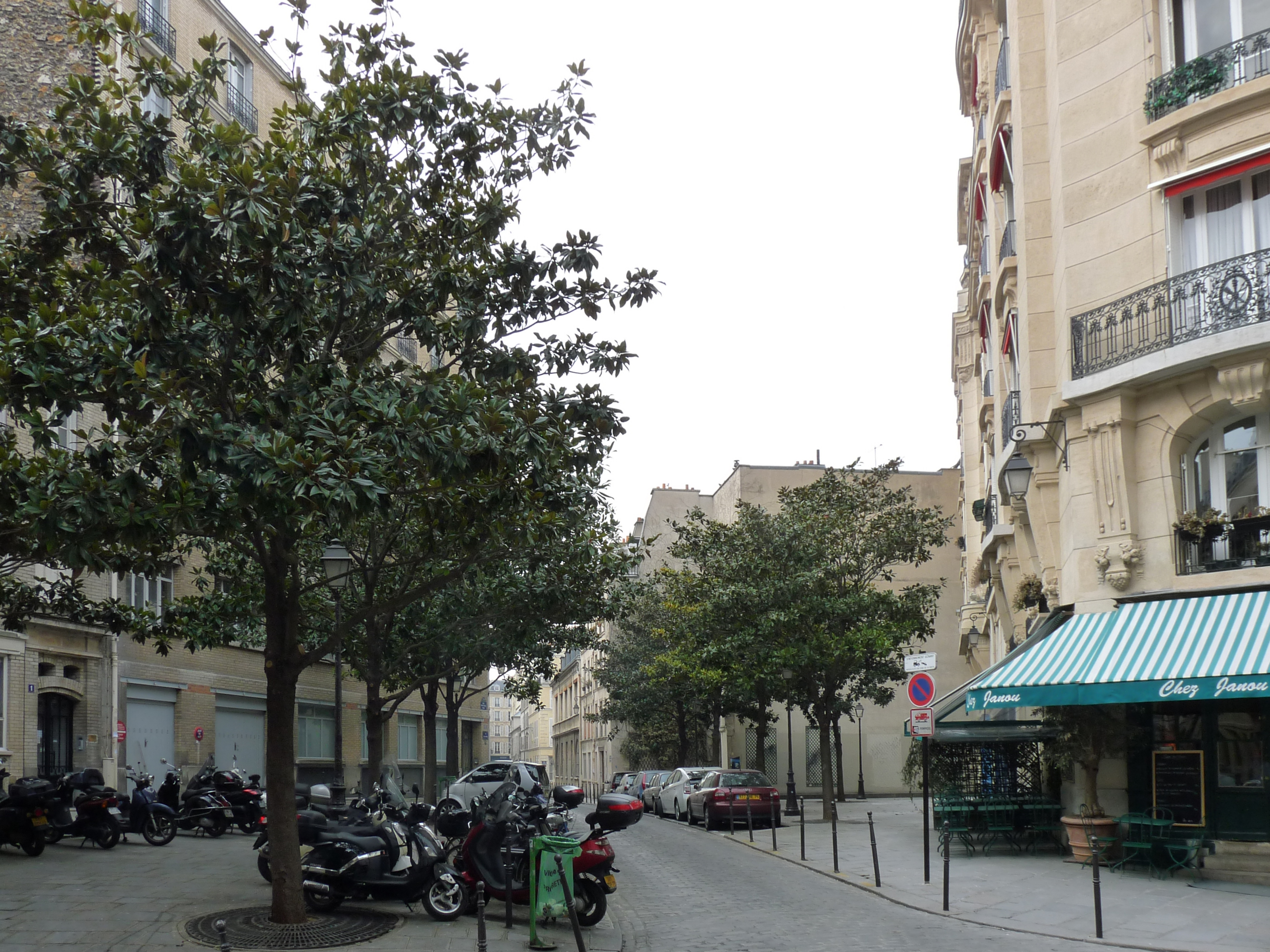
Élargissement de la rue, vue depuis la rue des Tournelles.

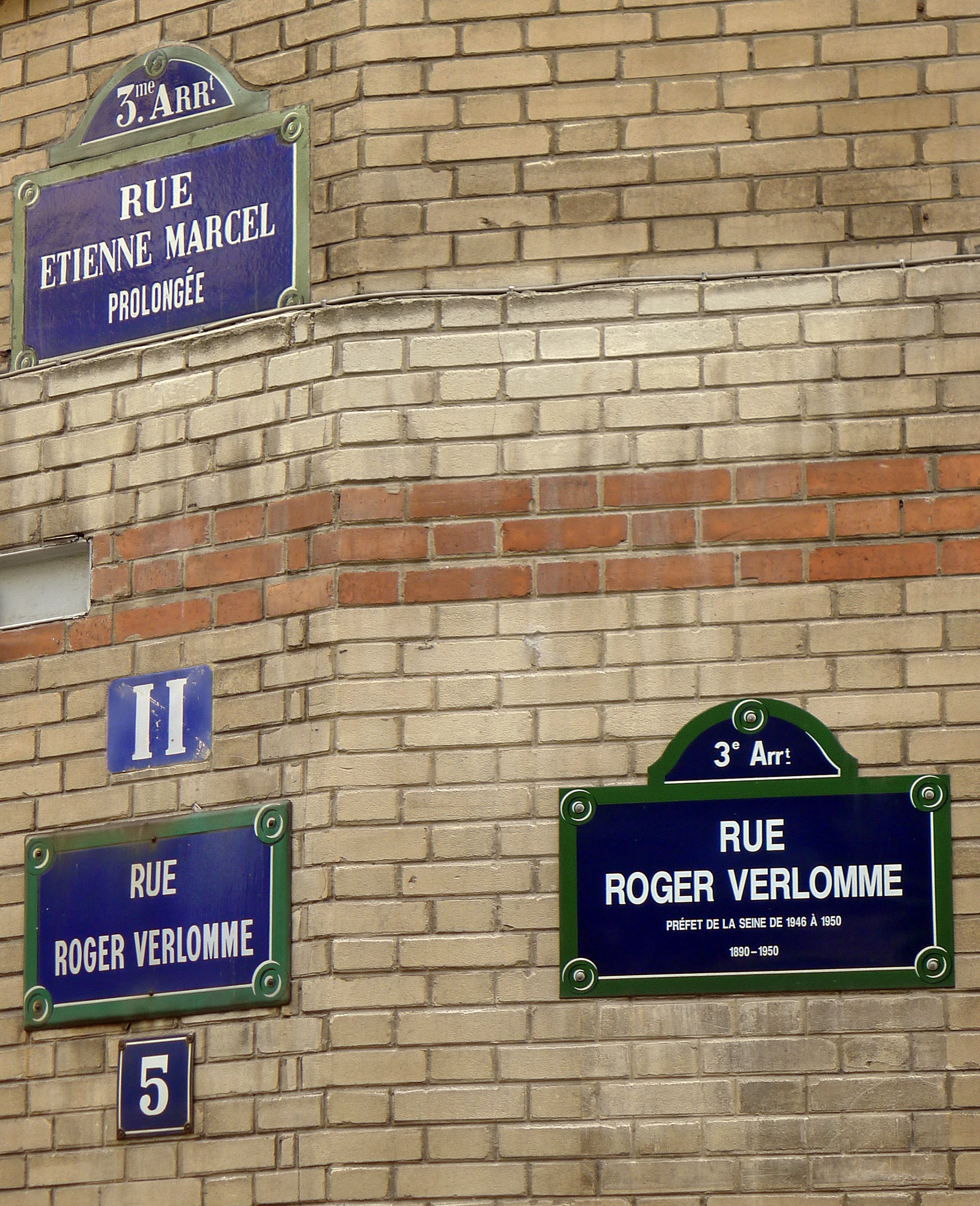
Plaque portant l'inscription « rue Étienne Marcel prolongée ».

En 1907, l'hôpital est détruit et une rue est tracée à son emplacement. Reliant l'impasse du Béarn à la rue des Tournelles, il s'agit d'une section du prolongement envisagé de la rue Étienne-Marcel qui devait aller jusqu'au boulevard Beaumarchais. C'est pourquoi cette rue prit nom de « rue Étienne-Marcel-Prolongée ».
Certains immeubles au nord de la rue datent de cette époque. Les traces encore aujourd'hui visibles de ce projet abandonné sont un élargissement curieux de la rue vers la rue des Tournelles, et une plaque portant l'inscription « ancienne rue Étienne Marcel prolongée » apposée à l'un des coins de rue.
Dans le Marais, on trouve un autre bout de cette « rue Étienne Marcel prolongée », la rue de la Perle.
L'ancienne impasse du Béarn est renommée rue Roger-Verlomme par arrêté du 3 février 1954. La rue Étienne-Marcel-Prolongée lui est adjointe par arrêté du 13 avril 1965.

## Bâtiments remarquables et lieux de mémoire
- No 5 : maison de la Province de France de la Société des missionnaires d'Afrique, plus connue sous le nom de Pères blancs[3].

### Sources
- Jacques Hillairet, Dictionnaire historique des rues de Paris, Paris, Les Éditions de minuit, 1972, 1985, 1991, 1997, etc. (1re éd. 1960), 1 476 p., 2 vol.  [détail des éditions] (ISBN 2-7073-1054-9, OCLC 466966117).
- Paris Guide 1807, Librairie internationale.